# Operazione Hats
Operazione Hats fu il nome in codice di un'operazione condotta dalla Royal Navy britannica tra il 30 agosto e il 5 settembre 1940 nelle acque del mar Mediterraneo, durante gli eventi della seconda guerra mondiale.
L'operazione si componeva di più missioni distinte, portate avanti in contemporanea tanto dalla Force H di base a Gibilterra quanto dalla Mediterranean Fleet con sede ad Alessandria d'Egitto: questi comprendevano l'effettuazione di una serie di incursioni aeree contro le basi italiane in Sardegna e nel Dodecaneso, il trasferimento di una serie di unità dalla Force H alla Mediterranean Fleet tramite la via più breve attraverso il Mediterraneo e il recapito di rifornimenti urgenti alla guarnigione dell'isola di Malta, tagliata fuori e assediata dagli italiani, con un piccolo convoglio di mercantili.
L'operazione fu portata a termine dai britannici senza particolari problemi: la Regia Marina, avuta notizia dell'attività navale nemica, ordinò che la flotta da battaglia dell'ammiraglio Inigo Campioni salpasse per intercettare le unità della Mediterranean Fleet, ma incappato in una violenta tempesta l'ammiraglio dovette ordinare il rientro alla base senza essere entrato in contatto con il nemico. Attacchi aerei e di unità siluranti italiane non causarono che danni minimi alle navi britanniche.

## Antefatti
Dopo l'entrata in guerra del Regno d'Italia (10 giugno 1940) e la di poco successiva capitolazione della Francia (24 giugno 1940), la situazione nel bacino del mar Mediterraneo si era fatta critica per il Regno Unito: le forze navali britanniche si erano ritrovate divise in due blocchi distinti, la Mediterranean Fleet di base ad Alessandria d'Egitto e la Force H con sede a Gibilterra, mentre la strategica isola di Malta, posta proprio al centro del Mediterraneo, veniva ritenuta praticamente indifendibile in quanto completamente esposta agli attacchi aerei e navali dell'Italia; il comando della Royal Navy era talmente convinto che l'isola sarebbe presto stata invasa dagli italiani che ordinò l'evacuazione da Malta di tutte le navi e del personale indispensabile.
Nei mesi successivi, tuttavia, la situazione si era mostrata sotto tinte meno fosche: la Regia Marina italiana aveva mantenuto una condotta prudente e nessun tentativo di invasione di Malta era avvenuto, mentre i bombardamenti aerei della Regia Aeronautica si erano dimostrati incapaci di neutralizzare completamente l'isola come base militare. La posizione dell'isola la rendeva ottima come base avanzata per portare l'attacco ai convogli italiani intenti a rifornire il fronte libico-egiziano, quindi il comando britannico ritornò sulle sue decisioni e decise di impegnarsi a tenere Malta a ogni costo. Rifornire Malta di tutto quanto necessario a fare dell'isola una base militare divenne quindi uno dei compiti primari della Royal Navy nel Mediterraneo; già alla fine di luglio i primi sommergibili britannici iniziarono a trasportare rifornimenti nell'isola, mentre il 4 agosto fu portata a termine la prima delle cosiddette missioni Club Run quando la portaerei HMS Argus catapultò alcuni apparecchi che atterrarono poi a Malta (operazione Hurry).
Queste operazioni erano però in grado di recapitare solo modeste quantità di rifornimenti, e il comando britannico decise quindi di tentare una manovra più ampia impiegando il nucleo centrale tanto della Mediterranean Fleet quanto della Force H in un'operazione combinata per far giungere grossi quantitativi di materiali alla guarnigione tramite navi di superficie. L'operazione avrebbe fornito anche una copertura ideale per il trasferimento di una serie di unità da battaglia dalla Force H alla Mediterranean Fleet, evitando la necessità di compiere il lungo periplo dell'Africa, nonché per condurre una serie di incursioni contro le basi aeree italiane in Sardegna e nel Dodecaneso. Winston Churchill propose anche di sfruttare l'occasione per trasferire a destinazione un convoglio carico di importanti rifornimenti per le truppe britanniche in Egitto lungo la rotta breve Gibilterra-Alessandria, ma temendo la possibilità di incorrere in forti perdite il comando della Royal Navy si oppose e l'idea venne fatta cadere.

## L'operazione

### Manovre della Force H

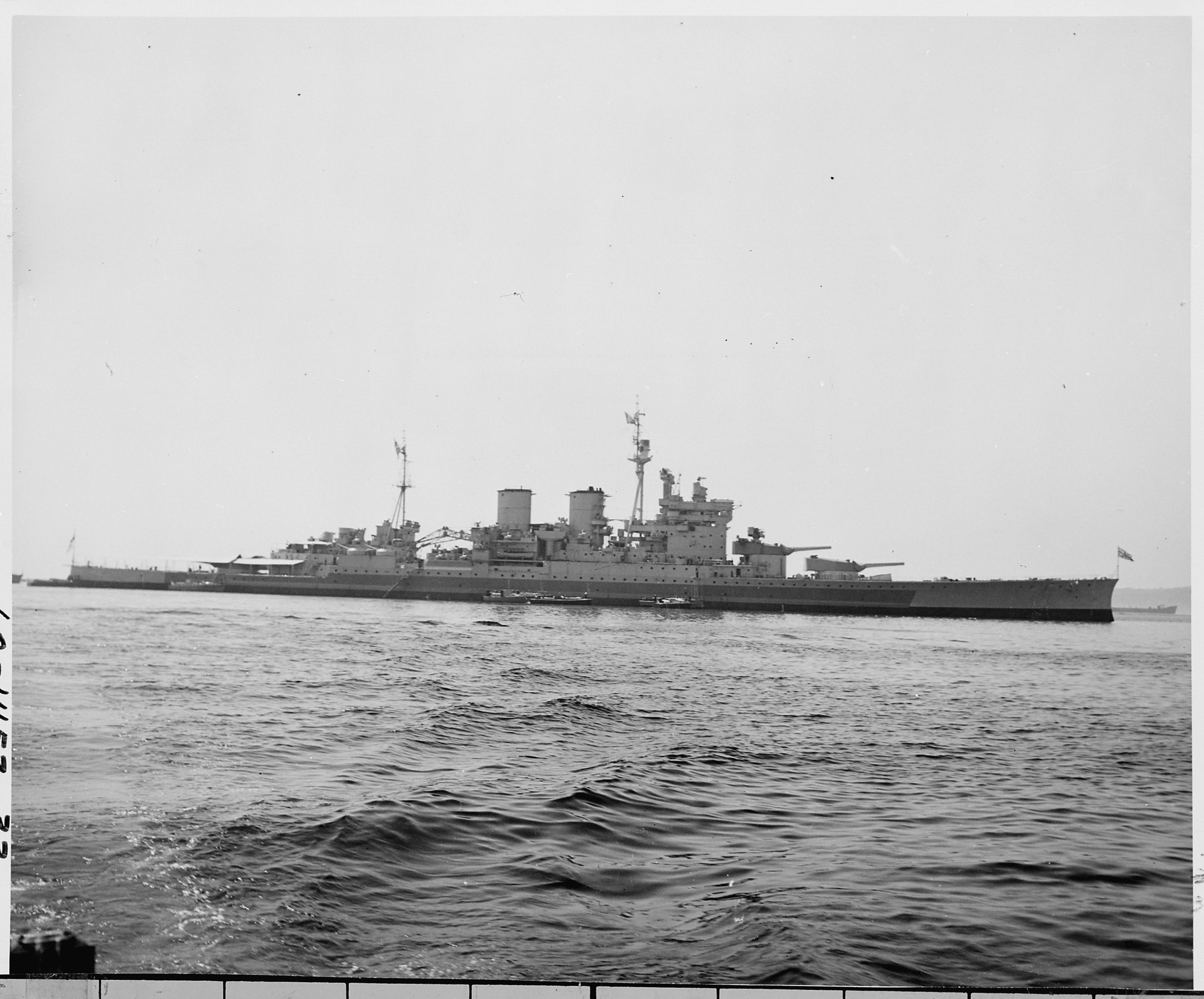
Il Renown, nave ammiraglia della Force H

Le prime mosse della grande operazione britannica nel Mediterraneo (nome in codice "operazione Hats") presero il via nel pomeriggio del 22 agosto 1940, quando le unità destinate a rinforzare la Mediterranean Fleet lasciarono il porto di Liverpool; dopo una tranquilla navigazione in Atlantico, le unità raggiunsero Gibilterra la mattina del 29 agosto. "Hats" prese quindi ufficialmente il via alle 08:45 del 30 agosto, quando la Force H lasciò Gibilterra agli ordini dell'ammiraglio James Somerville.
Le unità destinate alla Mediterranean Fleet erano riunite nella cosiddetta Force F, comprendente la nave da battaglia HMS Valiant, la portaerei HMS Illustrious (entrata in servizio solo da un paio di mesi), gli incrociatori leggeri HMS Coventry e HMS Calcutta, e i cacciatorpediniere HMS Gallant, HMS Greyhound, HMS Griffin e HMS Hotspur; la Valiant e i due incrociatori ospitavano a bordo materiale bellico da scaricare a Malta. Come ulteriore scorta durante il tragitto per tutto il Mediterraneo, alla Force F si sarebbero aggregati anche altri quattro cacciatorpediniere (HMS Janus, HMS Hero, HMS Mohawk e HMS Nubian) arrivati da Malta a Gibilterra il 29 agosto e riuniti nella cosiddetta Force A. Il resto della Force H di Somerville avrebbe fornito scorta a distanza alla Force F fermandosi al limite occidentale del canale di Sicilia, oltre a condurre le incursioni aeree contro la Sardegna; la formazione comprendeva l'incrociatore da battaglia HMS Renown (nave ammiraglia di Somerville), la portaerei HMS Ark Royal, l'incrociatore leggero HMS Sheffield e i cacciatorpediniere HMS Faulknor, HMS Firedrake, HMS Foresight, HMS Forester, HMS Fortune, HMS Fury, HMS Encounter, HMS Velox, e HMS Wishart.
Le unità di Somerville si inoltrarono nel Mediterraneo facendo rotta verso est, e al 31 agosto avevano raggiunto la zona di mare a sud delle isole Baleari; nel corso della giornata i caccia Blackburn Skua della Ark Royal intercettarono e abbatterono due idrovolanti da ricognizione italiani, un CANT Z.506 e un CANT Z.501, che avevano tentato di avvicinarsi alla flotta. Alle 21:50 Somerville distaccò i due cacciatorpediniere Velox e Wishart (Force W) perché portassero a termine una missione sussidiaria, l'operazione Squawk: portatisi a nord dell'isola di Minorca, i due cacciatorpediniere iniziarono a emettere un inteso traffico radio in alta frequenza, onde ingannare gli apparati di ascolto italiani e far credere che una grossa flotta britannica si trovasse a nord delle Baleari e fosse in rotta per il golfo di Genova; le unità di Somerville invece virarono a sud-est per passare a sud della Sardegna.

Un biplano Swordfish decolla dal ponte di volo di una portaerei britannica

Alle 03:30 del 1º settembre Somerville diede il via al primo degli attacchi aerei contro la Sardegna (operazione Smash): la Ark Royal catapultò nove Fairey Swordfish equipaggiati con bombe e spezzoni incendiari, che alle 06:00 attaccarono l'aeroporto di Cagliari-Elmas e gli idrovolanti ammarati nel vicino Stagno di Cagliari, causando alcuni danni; i velivoli rientrarono sulla portaerei alle 08:00 senza aver accusato alcuna perdita. Recuperati gli aerei, Somerville fece compiere alla sua forza una virata verso sud-ovest, onde ingannare gli italiani e far credere che le sue navi fossero in rotta di rientro per Gibilterra; alle 10:30 invece le navi britanniche virarono nuovamente verso est e ripresero la rotta per il canale di Sicilia. Alle 22:00, giunte ormai a metà strada tra la costa sud-orientale della Sardegna e quella occidentale della Sicilia, le forze di Somerville si divisero: la Force H piegò a nord per andare a colpire nuovamente la zona di Cagliari, mentre la Force F e la Force A proseguivano verso est alla volta di Malta.
La Regia Marina aveva disposto un cordone di quattro sommergibili (Medusa, Diaspro, Alagi e Axum) nel braccio di mare tra Capo Spartivento e l'isola di La Galite, con altri tre battelli (il Pier Capponi, poi raggiunto da Durbo e Berillo) nella zona di Malta; nessuno di questi battelli, tuttavia, riuscì a entrare in contatto con le forze britanniche.
Rientrato in vista della Sardegna, alle 03:30 del 2 settembre Somerville diede il via a una seconda ondata di attacchi aerei sull'isola (operazione Grab) facendo catapultare dalla Ark Royal nove Swordfish in versione bombardiere, diretti ad attaccare nuovamente l'aeroporto di Elmas e la centrale elettrica di Cagliari; questa volta i velivoli britannici incapparono in una combinazione di forte nebbia e nuvole basse che impedì loro di avvistare gli obiettivi, e dovettero rientrare sulla portaerei senza aver sganciato alcuna bomba. Recuperati i velivoli verso le 08:00, Somerville fece quindi rotta per Gibilterra dove la Force H arrivò alle 11:00 del 3 settembre senza aver registrato altri eventi significativi.

### Manovre della Mediterranean Fleet

La nave da battaglia Littorio durante le prove in mare nel 1940

Mentre Somerville si muoveva da Gibilterra, alle 04:45 del 30 agosto anche la Mediterranean Fleet di Cunningham aveva lasciato la sua base di Alessandria per fare rotta verso ovest. La squadra di Cunningham (Force I) comprendeva le navi da battaglia HMS Warspite (nave ammiraglia) e HMS Malaya, la portaerei HMS Eagle, gli incrociatori leggeri HMS Orion e HMAS Sydney (australiano) e nove cacciatorpediniere (i britannici HMS Decoy, HMS Defender, HMS Hereward e HMS Imperial, gli australiani HMAS Stuart, HMAS Vampire, HMAS Vendetta e HMAS Voyager e il polacco ORP Garland); la mattina del giorno seguente alla flotta si sarebbero uniti anche l'incrociatore pesante HMS Kent, gli incrociatori leggeri HMS Gloucester e HMS Liverpool e i cacciatorpediniere HMS Hasty, HMS Hyperion e HMS Ilex, di rientro da una crociera esplorativa nel sud del Mar Egeo. Le navi di Cunningham fornivano copertura a distanza al convoglio MF 2, carico di rifornimenti per Malta, composto dalla petroliera Plumleaf e dai piroscafi Cornwall e Volvo scortati da vicino dai quattro cacciatorpediniere HMS Diamond, HMS Dainty, HMS Jervis e HMS Juno.
Il primo contatto con il nemico si ebbe alle 14:30 del 30 agosto, quando i caccia Blackburn Skua della Eagle intercettarono e abbatterono un idrovolante CANT Z.501 italiano in ricognizione; un secondo velivolo italiano riuscì tuttavia più tardi a riprendere il contatto e a sfuggire all'intercettamento, riportando al comando di Supermarina la notizia certa che i britannici erano usciti in mare in forze. Il comando italiano dispose quindi la mattina del 31 agosto la sortita in massa dalle basi di Taranto, Brindisi e Messina della quasi totalità delle unità da combattimento di prima linea della flotta: al comando dell'ammiraglio Inigo Campioni si trovarono quindi cinque navi da battaglia (Littorio, Vittorio Veneto, Conte di Cavour, Giulio Cesare e Duilio), sette incrociatori pesanti (Pola, Zara, Gorizia, Fiume, Trento, Bolzano e Trieste), sei incrociatori leggeri (Duca degli Abruzzi, Giuseppe Garibaldi, Duca d'Aosta, Eugenio di Savoia, Muzio Attendolo e Raimondo Montecuccoli) e 39 cacciatorpediniere; la Littorio e la Vittorio Veneto, entrate in servizio solo il 2 agosto precedente, erano al loro debutto operativo ed erano le navi da battaglia più potenti in quel momento operative nel Mediterraneo.
Il sommergibile Sirena, in navigazione a sud di Creta, riferì l'avvistamento del convoglio MF 2 che, alle 12:00 del 31 agosto, fu oggetto di un attacco aereo da parte di cinque bombardieri Savoia-Marchetti S.M.79: il cacciatorpediniere Dainty venne sfiorato da una bomba senza danni, ma il cargo Cornwall fu colpito tre volte e su di esso si sviluppò un incendio; nonostante avesse riportato varie perdite umane, l'equipaggio del mercantile riuscì a domare le fiamme e il Cornwall, pur molto inclinato, riprese la marcia insieme al resto del convoglio. Dopo questo attacco, verso le 15:54 Cunningham distaccò dalla flotta gli incrociatori Kent, Gloucester e Liverpool perché si unissero alla scorta diretta del convoglio.

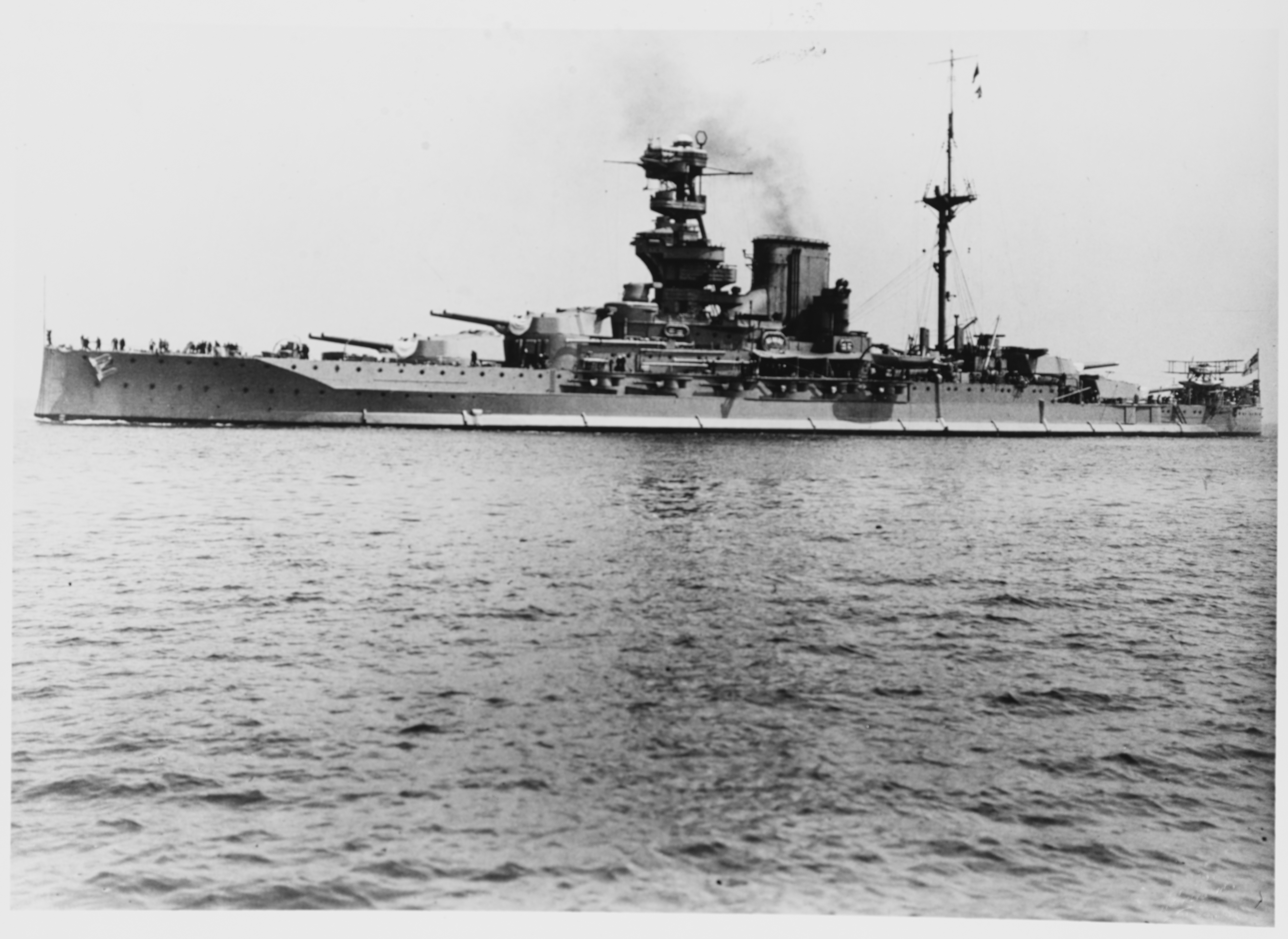
La nave da battaglia Valiant in una foto degli anni 1930

La flotta italiana di Campioni aveva continuato a incrociare nel Mar Ionio in attesa di maggiori informazioni, mentre Cunningham, informato da un ricognitore della Eagle dell'uscita in mare degli italiani, prese una rotta più a sud onde evitare il contatto; intorno alle 17:00 le due flotte arrivarono a circa 120 miglia di distanza l'una dall'altra, ma in seguito le rotte presero ad allontanarsi. Nel corso della notte tra il 31 agosto e il 1º settembre si levò da nord un forte vento di burrasca nel Mar Ionio, che al mattino dopo si ritrovò flagellato da una violenta tempesta: oltre a impedire agli aerei da ricognizione italiani di riguadagnare il contatto con la flotta britannica, la tempesta mise ben presto in seria difficoltà le navi di Campioni, in particolare i più piccoli cacciatorpediniere, e nel pomeriggio l'ammiraglio ordinò alla squadra di rientrare verso Taranto. Il braccio di mare dove si trovavano a incrociare le navi di Cunningham era invece più tranquillo, e alle 09:00 del 2 settembre la Mediterranean Fleet entrò in contatto con le navi della Force F in arrivo da ovest; la flotta riunita si portò nelle acque a sud di Malta e poco dopo i mercantili del convoglio MF 2 fecero il loro ingresso nel Porto Grande di La Valletta, seguiti alle 14:30 dalla Valiant e dagli incrociatori Coventry e Calcutta. Nonostante due incursioni aeree italiane nella zona del porto, lo scarico dei rifornimenti (tra cui otto cannoni antiaerei pesanti, sistemi di puntamento e controllo del tiro, munizioni e altro) procedette speditamente e alle 19:00 la Valiant e i due incrociatori lasciarono La Valletta per ricongiungersi alla flotta di Cunningham.
La Mediterranean Fleet fece quindi rotta verso est, passando a nord di Creta e dirigendo verso il Dodecaneso per condurre incursioni contro le basi italiani qui situate (operazione MB 3). Cunningham distaccò dalla flotta una formazione secondaria composta dagli incrociatori Orion e Sydney e dai cacciatorpediniere Ilex e Decoy, che nella notte tra il 3 e il 4 settembre si recò a bombardare le postazioni italiane sull'isola di Scarpanto; due MAS italiani, il MAS 536 e il MAS 537, tentarono di portarsi a distanza di tiro delle unità britanniche al largo di Caso ma furono individuati e accolti dal pesante fuoco del cacciatorpediniere Ilex, che affondò il MAS 537 con la perdita dell'intero equipaggio e obbligò l'altro a ritirarsi. Il tenente di vascello Guido Bressani, comandante del MAS 537, fu poi insignito postumo della Medaglia di bronzo al valor militare.

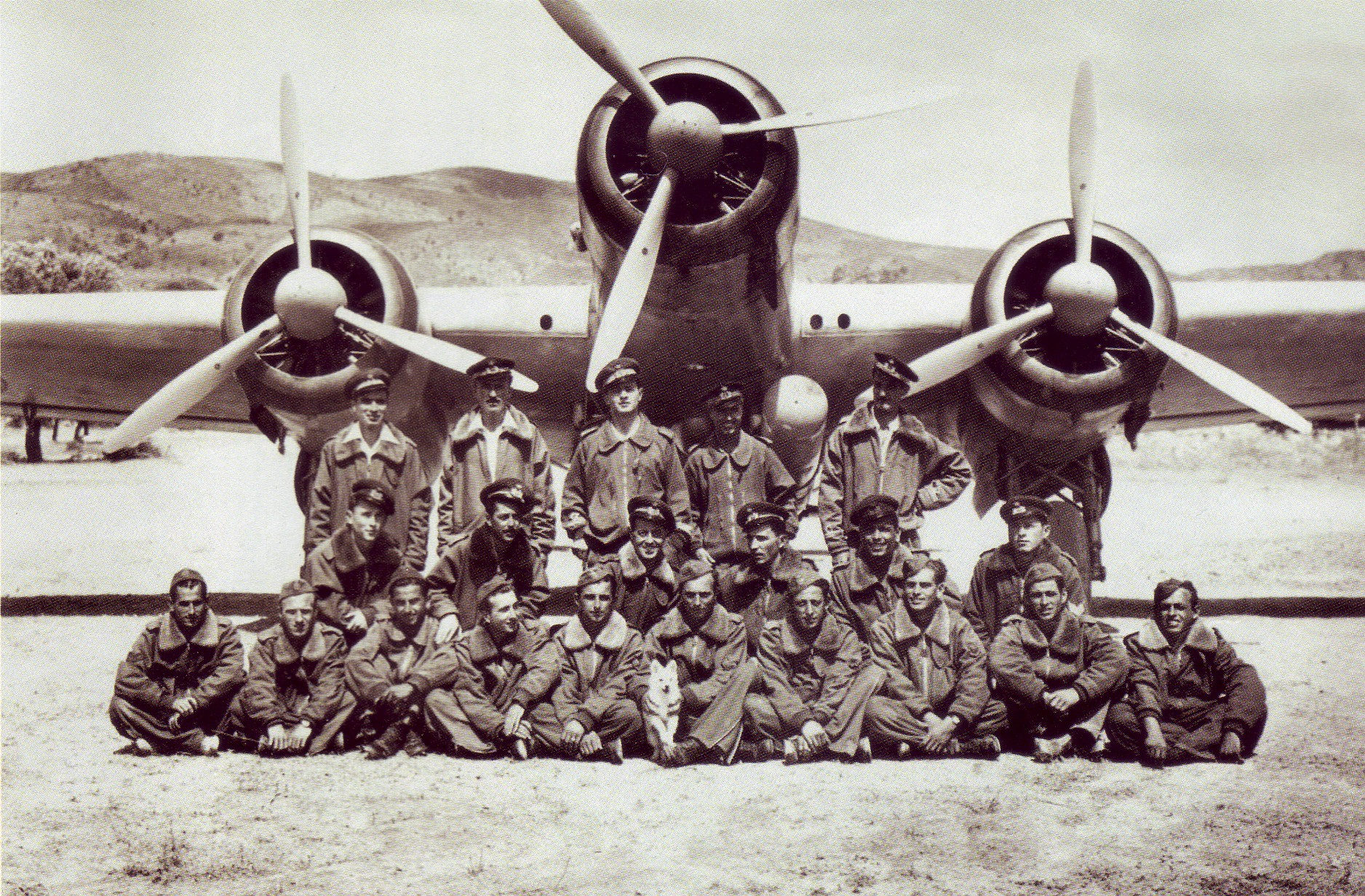
Piloti italiani in posa davanti a un S.M. 79 nella base di Gadurrà a Rodi

La mattina del 4 settembre invece le portaerei di Cunningham lanciarono un attacco agli aeroporti italiani sull'isola di Rodi: alle 03:15 la Eagle catapultò 12 Swordfish diretti verso la base di Marizza, mentre alle 03:45 dalla Illustrious si levarono otto Swordfish diretti verso gli aeroporti di Gadurrà e Callato (altri quattro Swordfish della Illustrious non riuscirono a decollare a causa di un incidente sul ponte di volo). Gli aerei della Eagle furono intercettati sopra Marizza dai caccia Fiat C.R.32 e Fiat C.R.42 italiani, e nella seguente battaglia quattro Swordfish furono abbattuti mentre un C.R. 32 precipitò in mare (altri due C.R. 32 andarono distrutti dopo essersi scontrati in fase di decollo); le poche bombe sganciate su Marizza causarono danni leggeri ad alcune aviorimesse e un ferito tra il personale della base. Gli Swordfish della Illustrious colpirono invece senza opposizione la base di Gadurrà, dove due bombardieri S.M. 79 furono distrutti al suolo e altri sette velivoli danneggiati più o meno gravemente, con quattro feriti gravi e venti leggeri tra il personale e gravi danni ai depositi di carburante; le poche bombe sganciate su Callato causarono invece un solo ferito e alcuni danni alla rete elettrica.
I velivoli italiani tentarono di contrattaccare, e alle 10:30 quattro S.M. 79 si portarono all'attacco delle navi di Cunningham venendo però intercettati da due caccia Fairey Fulmar (al loro primo impiego operativo) della Illustrious: gli aerei italiani dovettero battere in ritirata dopo essere stati danneggiati dal tiro britannico. Alle 11:05 altri tre S.M. 79 tentarono l'attacco, ma uno fu abbattuto e altri due danneggiati dai Fulmar britannici; alle 13:45 infine altri due S.M. 79 furono intercettati da un Fulmar e dovettero battere in ritirata dopo aver subito danni leggeri. Terminati questi scontri, Cunningham recuperò gli aerei e diresse per Alessandria d'Egitto, dove la Mediterranean Fleet giunse senza opposizione la mattina del 5 settembre ponendo fine all'operazione.